# Église presbytérienne d'Afrique
L'Église presbytérienne d'Afrique (en anglais : Presbyterian Church of Africa, PCA) est une église presbytérienne sud-africaine fondée en 1898. Elle est basée en Afrique du Sud avec des congrégations au Malawi, en Zambie et au Zimbabwe. Elle est membre de la Communion mondiale d'Églises réformées et du Conseil œcuménique des Églises.

## Historique
L'Église presbytérienne d'Afrique est fondée en 1898 par le pasteur James Phambani Mzimba, se séparant de l’Église libre d'Écosse à cause de malentendus entre les pasteurs blancs et les pasteurs noirs. À ses débuts, l'Église compte quatre ministres du culte et deux  communautés, mais de nombreux africains rejoignent le pasteur Mzimba qui prêche dans les rues de la colonie du Cap et au Transvaal, particulièrement dans la ville de Germiston. En trois ans, l'église compte plus de 15 000 membres et continue de grandir.
La PCA insiste beaucoup sur la formation théologique de ses pasteurs.
En 1973, le synode général de l'Église constate qu'il n'y a pas de fondements bibliques au fait d'être une Église exclusivement noire et décide de se rapprocher d'avantages du reste des Chrétiens, sans exclusivité.